# Oriol Porta Tallada
Oriol Porta Tallada (Lleida, Segrià, 1959) és un productor i realitzador de cinema català, especialitzat en el documental.

## Biografia
Llicenciat en Història de l'Art per la Universitat de Barcelona en 1987. Treballa en el sector audiovisual des de 1988 i com a docent, en diversos centres. Durant els Jocs Olímpics d'estiu de 1992 va treballar per a l'agència de notícies EditMedia. En 1993, crea i dirigeix la productora Àrea de Televisió, on porta a cap produccions diverses per a Antena 3, la FORTA i Tele 5. Des de 1999 se centra en el documental, amb diverses produccions des de llavors.

## Obres
- Francisco Boix, un fotógrafo en el infierno (amb Canal+, 2000), dirigit per Llorenç Soler, finalista als Premis Emmy internacionals 2000.
- Orwell. A contracorriente, 2003, amb Película Films, Scottish Tv i TVC, i 6 televisions més.
- La família de la Kènia (2005) de Llorenç Soler, com a productor
- Hollywood contra Franco, 2009, com a director, una nominació al Gaudí[3]
- Voluntaris (2012) sobre els voluntaris.[4]
- Podemos (2015)[5]